# Lactophrys triqueter
Lactophrys triqueter loài cá biển thuộc chi Lactophrys trong họ Cá nóc hòm. Loài này được mô tả lần đầu tiên vào năm 1758.

## Từ nguyên
Từ định danh triqueter được ghép bởi hai âm tiết trong tiếng Latinh: tri ("ba") và quetra ("góc"), hàm ý đề cập đến hình dạng tam giác của loài này khi nhìn từ phía trước.

## Phân bố và môi trường sống
L. triqueter có phân bố rộng rãi ở Tây Đại Tây Dương, từ bang Massachusetts (Hoa Kỳ) và Bermuda trải dài về phía nam, băng qua vịnh México và biển Caribe đến Brasil. L. triqueter đã du nhập vào cảng Genoa (Genova, Ý) vào năm 1909 thông qua đường giao thông hàng hải.
L. triqueter thường sống trên các rạn san hô và mỏm đá, được tìm thấy ở độ sâu đến ít nhất là 50 m.

## Mô tả
Chiều dài cơ thể lớn nhất được ghi nhận ở L. triqueter là 47 cm. Thân màu nâu đen, nhiều đốm trắng/vàng kem. Một vùng bên lườn có hoa văn tổ ong khác biệt. Môi và gốc các vây đen, các vây có màu vàng. Cá con đen sẫm, đốm trắng.

## Sinh thái
Thức ăn của L. triqueter là hải miên, hải tiêu, động vật thân mềm, động vật giáp xác và giun nhiều tơ.
Khi bị kích động,  L. triqueter có thể tiết ra chất độc giết chết các loài cá khác ở xung quanh.